# Голдберг, Элхонон
Элхонон Абрамович Голдберг (родился в 1946 г.) — нейропсихолог и когнитивный нейроучёный, известный благодаря работам по полушарной специализации и теории «новизна-рутина».

## Биография
Голдберг учился в Московском Государственном Университете у Александра Романовича Лурии. В 1972 году, когда он оканчивал аспирантуру, Лурия вместе с Алексеем Николаевичем Леонтьевым, деканом МГУ рекомендовал его для вступления в Коммунистическую Партию Советского Союза для дальнейшего преподавания в университете, несмотря на его происхождение — он был евреем из Латвии, а его отец провёл в ГУЛАГе 5 лет как «враг народа». Голдберг не хотел вступать в партию, долгое время отказывался от уговоров Лурии и в итоге сознался, что не хочет этого по многим причинам. В конце концов он решил покинуть страну. Но по политическим причинам это было сложно, и потребовался многоступенчатый замысловатый план для осуществления этой идеи. В 1974 году Голдберг наконец переехал в Соединённые Штаты Америки. Сейчас он профессор неврологии в Нью-Йоркском Медицинском Университете, а также соучредитель и главный научный консультант SharpBrains, онлайн фитнес-центра для мозга. Элхонон Голдберг также является директором-основателем Института Нейропсихологии им. А. Р. Лурии, образованного с целью продвижения исследований и распространения знаний о мозге и психике.
Голдберг описывает самого себя как атеиста «с тенденцией к агностицизму».

## Научная работа
В Московском Государственном Университете Голдберг изучал психологию и математику и был сторонником дисциплины, известной сегодня как вычислительная нейронаука. В Соединённых Штатах работа Голдберга стала более естественнонаучной. Его исследовательская работа сфокусировалась на функциях лобных долей, межполушарной асимметрии, памяти, когнитивном созревании и общей структурно-функциональной модели мозга.
Он предложил идею «когнитивного градиента», идущую вразрез популярному тогда представлению о модульной организации коры головного мозга. Основными направлениями его научной работы были исследование функций лобных долей, включающее в себя открытие «синдрома ретикуло-фронтального разъединения», функциональной латерализации и гендерных различий в префронтальной коре. Его работа о памяти включает в себя описание относительно чистой ретроградной амнезии без антероградной амнезии.
В клинической практике Голдберг был одним их ранних сторонников «когнитивного фитнеса», ставящего целью максимальное использование эффектов нейропластичности мозга для отсрочки эффекта когнитивного старения и даже возвращению когнитивного здоровья.

## Теория «Новизна-рутина»
Кульминацией работы Голдберга по полушарной специализации стала теория «новизны-рутины», утверждающая (для людей с доминирующей правой рукой), что два полушария по-разному вовлекаются в обработку новой, неизвестной информации (правое полушарие) и обработку с точки зрения стабильных устройств распознавания образов в знакомых ситуациях умственной рутины (левое полушарие). Про леворуких и амбидекстеров Голдберг говорит, что у них оба полушария менее дифференцированы по функциям и структуре. Для них возможен случай, когда левое полушарие берёт на себя роль обработки новой информации, а правое — рутины.